# Need for Speed
Need for Speed (NFS) là một sê-ri trò chơi điện tử thể loại đua xe được phát hành bởi Electronic Arts (EA) và được phát triển bởi một số studio thuộc công ty của Canada là EA Black Box. Đây là dòng trò chơi đua xe thành công nhất mọi thời đại. Tính đến tháng 10 năm 2009, hơn 100 triệu bản bao gồm nhiều phiên bản khác nhau của Need for Speed đã được bán ra trên toàn thế giới.
Dòng trò chơi ban đầu được phát triển bởi công ty của Canada là Distinctive Software, được gọi dưới cái tên EA Canada. Phiên bản đầu tiên được ra mắt vào năm 1994 với cái tên Need for Speed tại Bắc Mỹ, Nhật Bản và Châu Âu. Sau khi phát hành Need for Speed: High Stakes, nó đã tiếp tục được đặt những cái tên phương Tây. Kể từ Need for Speed: Underground, trò chơi đã cho phép người chơi chỉnh sửa (tuning) chiếc xe theo ý mình. Nội dung trò chơi bao gồm điều khiển chiếc xe hơi của bạn để đạt thành tích cao (vượt các xe khác về đích sớm nhất hoặc hoàn thành vòng đua trong khoảng thời gian nhất định) với vô số trở ngại như bị cảnh sát bám đuổi bằng ô tô, trực thăng hay phải né nhiều xe bình thường trước mặt. Bạn cũng có thể vào vai cảnh sát để tìm cách chặn những chiếc xe đua trái phép.

## Cách chơi
Need for Speed là một dòng trò chơi đua xe, tất cả các trò chơi đều sử dụng những quy tắc cơ bản giống nhau và những cơ chế tương tự nhau. Người chơi điều khiển một chiếc xe trong tất cả các cuộc đua với mục tiêu là giành chiến thắng. Trong chế độ tournament/career, người chơi phải thắng một loạt các cuộc đua để mở khóa những chiếc xe, đường đua,.... Trước khi tham gia mỗi cuộc đua, người chơi chọn lựa cho mình một chiếc xe và chọn kiểu truyền tải (transmission) cho xe, bao gồm tự động (automatic) và bằng tay (manual). Tất cả các trò chơi đều có một số hình thức chơi mạng cho phép nhiều người chơi đua với nhau thông qua phân chia màn hình, qua mạng LAN hoặc Internet.
Mặc dù các trò chơi đều có cái tên tương tự nhau nhưng trọng tâm của mỗi phiên bản đều có sự khác nhau đáng kể. Ví dụ, trong một số phiên bản, chiếc xe có thể bị thiệt hại do va đập, trong khi ở một số bản khác, chiếc xe không hề hấn gì cả, một số game có "vật lý", tức là mô phỏng một chiếc xe với những hành vi thực sự, gợi nhớ một chiếc xe thật sự, trong khi các phiên bản khác có sự bỏ qua "vật lý" (như đi qua một số khúc cua với tốc độ cao nhất).
Với sự ra đời của Need for Speed: Underground, series đã chuyển trọng tâm từ đua xe thể thao kỳ lạ trên những đường đua từ điểm đến điểm, gợi lên một đường đua mở tới sự nhập/bắt kịp văn hóa đua xe đường phố trong một không gian đô thị.

## Các phiên bản đã được phát hành
- The Need for Speed (1994)
- Need for Speed II (1997)
- Need for Speed: V-Rally (1997)
- Need for Speed III: Hot Pursuit (1998)
- Need for Speed: V-Rally 2 (1999)
- Need for Speed: High Stakes/Need for Speed: Road Challenge (1999)
- Need for Speed: Porsche Unleashed(2000)
- Motor City Online (2001)
- Need for Speed: Hot Pursuit 2 (2002)
- Need for Speed: Underground (2003)
- Need for Speed: Underground 2 (2004)
- Need for Speed: Most Wanted (2005)
- Need for Speed: Carbon (2006)
- Need for Speed: ProStreet (2007)
- Need for Speed: Undercover (2008)
- Need for Speed: Nitro (2009)
- Need for Speed: World (2010)
- Need for Speed: Hot Pursuit(2010)
- Need for Speed: Shift (2009)
- Shift 2: Unleashed (2011)
- Need for Speed: The Run (2011)
- Need for Speed: Most Wanted (2012)
- Need for Speed: Rivals (2013)
- Need for Speed: No Limits (2015)
- Need for Speed (2015)
- Need for Speed: Edge (bị hủy)
- Need for Speed: Payback (2017)
- Need for Speed: Heat (2019)
- Need for Speed: Unbound (2022)

## Hệ máy
| Tên                    | Năm  | PC  | PS3 | 360 | Wii | PS2 | Xbox | NGC | PS1 | iOS | Mobile | PSP | NDS | GBA | Hệ khác                     | Nhà phát triển                 | Chú thích                                                               |
| ---------------------- | ---- | --- | --- | --- | --- | --- | ---- | --- | --- | --- | ------ | --- | --- | --- | --------------------------- | ------------------------------ | ----------------------------------------------------------------------- |
| The Need for Speed     | 1994 | Yes | —   | —   | —   | —   | —    | —   | Yes | —   | —      | —   | —   | —   | 3DO, Saturn                 | Pioneer Studios                | Phiên bản 3DO phát hành đầu tiên                                        |
| Need for Speed II      | 1997 | Yes | —   | —   | —   | —   | —    | —   | Yes | —   | —      | —   | —   | —   | —                           | Pioneer Studios                | Prototypes và showcars có sẵn.                                          |
| NFS III: Hot Pursuit   | 1998 | Yes | —   | —   | —   | —   | —    | —   | Yes | —   | —      | —   | —   | —   | —                           | EA Canada/EA Seattle           |                                                                         |
| NFS: High Stakes       | 1999 | Yes | —   | —   | —   | —   | —    | —   | Yes | —   | —      | —   | —   | —   | —                           | EA Canada                      | Road Challenge (Châu Âu, Brazil)                                        |
| NFS: Porsche Unleashed | 2000 | Yes | —   | —   | —   | —   | —    | —   | Yes | —   | —      | —   | —   | Yes | —                           | EA Canada/Eden Games           | Porsche 2000 (Châu Au), Porsche (Đức, Mĩ La tinh)                       |
| Motor City Online      | 2001 | Yes | —   | —   | —   | —   | —    | —   | —   | —   | —      | —   | —   | —   | —                           | EA Seattle                     | MMO; gốc Need for Speed: Motor City                                     |
| NFS: Hot Pursuit 2     | 2002 | Yes | —   | —   | —   | Yes | Yes  | Yes | —   | —   | —      | —   | —   | —   | —                           | EA Black Box                   |                                                                         |
| NFS: Underground       | 2003 | Yes | —   | —   | —   | Yes | Yes  | Yes | —   | —   | —      | —   | Yes | —   | —                           | EA Black Box                   |                                                                         |
| NFS: Underground 2     | 2004 | Yes | —   | —   | —   | Yes | Yes  | Yes | —   | —   | —      | Yes | Yes | Yes | Yes                         | EA Black Box                   |                                                                         |
| NFS: Most Wanted       | 2005 | Yes | —∗  | Yes | —   | Yes | Yes  | Yes | —   | —   | Yes    | Yes | Yes | Yes | —                           | EA Canada                      |                                                                         |
| NFS: Carbon            | 2006 | Yes | Yes | Yes | Yes | Yes | Yes  | Yes | —   | —   | Yes    | Yes | Yes | Yes | —                           | EA Black Box                   |                                                                         |
| NFS: ProStreet         | 2007 | Yes | Yes | Yes | Yes | Yes | —    | —   | —   | —   | Yes    | Yes | Yes | —   | —                           | EA Black Box                   |                                                                         |
| NFS: Undercover        | 2008 | Yes | Yes | Yes | Yes | Yes | —    | —   | —   | Yes | Yes    | Yes | Yes | —   | Windows Mobile & Phone      | EA Black Box                   |                                                                         |
| NFS: Shift             | 2009 | Yes | Yes | Yes | —   | —   | —    | —   | —   | Yes | Yes    | Yes | —   | —   | Windows Mobile              | Slightly Mad Studios           |                                                                         |
| NFS: Nitro             | 2009 | —   | —   | —   | Yes | —   | —    | —   | —   | —   | —      | —   | Yes | —   | —                           | EA Montreal                    | Bất ngờ chỉ dành cho Nintendo                                           |
| NFS: World             | 2010 | Yes | —   | —   | —   | —   | —    | —   | —   | —   | —      | —   | —   | —   | —                           | EA Black Box                   | Trò đua xe Free-to-play MMO                                             |
| NFS: Hot Pursuit       | 2010 | Yes | Yes | Yes | Yes | —   | —    | —   | —   | Yes | —      | —   | —   | —   | Windows Mobile              | Criterion Games/DICE           | Phiên bản Wii bởi Exient Entertainment                                  |
| Shift 2: Unleashed     | 2011 | Yes | Yes | Yes | —   | —   | —    | —   | —   | Yes | —      | —   | —   | —   | —                           | Slightly Mad Studios           | Cũng được biết như là Need for Speed: Shift 2 Unleashed                 |
| NFS: The Run           | 2011 | Yes | Yes | Yes | Yes | —   | —    | —   | —   | —   | Yes    | —   | —   | —   | 3DS                         | EA Black Box                   | Phiên bản Wii/3DS bởi Firebrand Games, phiên bản dành cho iOS bị hủy bỏ |
| NFS: Most Wanted       | 2012 | Yes | Yes | Yes | —   | —   | —    | —   | —   | Yes | —      | —   | —   | —   | PlayStation Vita và Android | Criterion Games                |                                                                         |
| NFS: Rivals            | 2013 | Yes | Yes | Yes | —   | —   | —    | —   | —   | —   | —      | —   | —   | —   | Xbox One và PlayStation 4   | Ghost Games và Criterion Games |                                                                         |
| NFS                    | 2015 | Yes | —   | —   | —   | —   | —    | —   | —   | —   | —      | —   | —   | —   | Xbox One và PlayStation 4   | Ghost Games                    |                                                                         |
| NFS: Payback           | 2017 | Yes | —   | —   | —   | —   | —    | —   | —   | —   | —      | —   | —   | —   | Xbox One và PlayStation 4   | Ghost Games                    |                                                                         |
| NFS: Heat              | 2019 | Yes | —   | —   | —   | —   | —    | —   | —   | —   | —      | —   | —   | —   | Xbox One và PlayStation 4   | Ghost Games                    |                                                                         |